# Eucarphia
Eucarphia is een geslacht van vlinders van de familie snuitmotten (Pyralidae).

## Soorten
- E. anomala Balinsky, 1994
- E. hemityrella (de Joannis, 1927)
- E. leucomera (Hampson, 1926)
- E. vinetella (Fabricius, 1787)